# Episodi di Benedetti dal Signore
La prima e unica stagione della serie televisiva Benedetti dal Signore, composta da 8 episodi, è stata trasmessa su Canale 5 dal 23 gennaio al 13 febbraio 2004.
| nº | Titolo                        | Prima TV         |
| -- | ----------------------------- | ---------------- |
| 1  | Il trovatello                 | 23 gennaio 2004  |
| 2  | La banda dei frati            | 23 gennaio 2004  |
| 3  | Missione Zara                 | 30 gennaio 2004  |
| 4  | Non si truffano le vecchiette | 30 gennaio 2004  |
| 5  | Dove sei?                     | 6 febbraio 2004  |
| 6  | Andar per fantasmi            | 6 febbraio 2004  |
| 7  | Io confesso                   | 13 febbraio 2004 |
| 8  | Il demone del gioco           | 13 febbraio 2004 |

## Il trovatello
Fra Giacomo arriva al convento di San Bonaventura, vicino a Milano, e viene alloggiato con Fra Martino, con cui stringe subito amicizia. Nel convento viene trovato un bambino, i frati iniziano a prendersene cura, ma la giovane madre Ines (interpretata da Sarah Maestri) entra di straforo per vedere il bambino e racconta la sua storia: è la figlia di Giuanin, un dirigente della Pro Sesto, si è innamorata di Mohamed (Simon Barjie, che all'epoca militava veramente nella Pro Sesto), giocatore di colore della squadra, ma ha nascosto la gravidanza per paura di ritorsioni da parte del padre razzista. Fra Martino e Fra Giacomo stringono un patto col Giuanin: in caso di vittoria della squadra grazie ai goal di Mohamed, il giovane avrebbe potuto sposare la ragazza. Una volta ottenuta la vittoria alla partita, si celebra il matrimonio e, a sorpresa, il battesimo del bambino.

## La banda dei frati
Mentre Fra Martino e Fra Giacomo sono in banca per ritirare i soldi delle offerte al convento, rimangono coinvolti in una rapina. Fra Giacomo scopre di conoscere uno dei rapinatori (Galbusera), perché andavano a scuola insieme. I banditi, rapiscono i due frati come ostaggi, per distogliere l'attenzione della polizia, capitanata dal commissario Alvaro Barra, il quale inizierà a ricercare la cosiddetta "banda dei Frati". I banditi continuano a portare con loro i frati costringendoli a rapinare un'altra banca con loro, ma l'operazione si ritorce contro i rapinatori.

## Missione Zara
Il giorno di Natale, durante una cena di beneficenza per i poveri, una signora albanese chiede ai frati del convento di ritrovare sua figlia Zara (Bianca Guaccero), persa nel viaggio tra l'Albania e l'Italia. Andati e tornati dall'Albania alla sua ricerca, Fra Martino e Fra Giacomo scoprono che la ragazza è diventata prostituta nei pressi di Milano. I due frati salvano lei e due amiche, proteggendole al convento. Fra Martino si innamora di Zara. Il protettore e due scagnozzi scoprono il nascondiglio e attacca il convento la sera di Capodanno poco dopo ne scoppia una sonora zuffa con Tra il protettore ed i suoi sgherri ed i Frati coadiuvati dall'aiuto del vescovo in visita episcopale , che a dispetto dell'età avanzata dimostra di possedere ancora grande ardore caratteriale e grinta fisica aiutando a suon di botte ai malviventi ad uscire vittoriosi i frati. La rissa fa cadere un crocefisso in testa a Fra Martino, in cella a pregare lontano da Zara: la botta gli farà dimenticare l'innamoramento. Zara e le due amiche vengono infine ricoverate in una pensione ed i malviventi arrestati dalla polizia Albanese

## Non si truffano le vecchiette
Un truffatore (Flavio Bonacci) deruba le vecchiette indifese travestito da frate, screditando così il buon nome dei frati e del convento di San Buonaventura. Fra Martino e Fra Giacomo si fingono Donna Evelina e la dama di compagnia Betta, due donne che avevano affidato le chiavi di casa al convento. Casualmente il truffatore riesce ad entrare in casa, ipnotizzare Fra Martino e trafugare gli ori. Il commissario Barra conosce Fra Giacomo vestito da Betta e se ne innamora. Il nipote della reale Donna Evelina arriva a casa e, essendo un reale frate, viene tramortito dai protagonisti, convinti che sia il truffatore. Casualmente i due frati scoprono che il truffatore è un ipnotizzatore, partecipano ad un suo spettacolo e Fra Giacomo lo ipnotizza a sua volta, consegnandolo alla polizia.

## Dove sei?
Un cane si rifugia al convento in cerca di cibo, ma Fra Martino e Fra Giacomo riescono a rintracciarne la proprietaria. Nel portare il cane a casa con il furgoncino, offrono un passaggio a un ragazzo di nome Antonio. Una volta raggiunta la casa della proprietaria, scoprono dal programma Dove sei? che il ragazzo è scomparso da Napoli. Contattano il programma e Antonio viene ricongiunto ai genitori, i quali rivelano ai frati che il rapimento era stato architettato per dare popolarità al bar a Napoli e non finire indebitati con uno strozzino, Don Vincenzo. Fra Martino e Fra Giacomo si fingono gangster americani per far spifferare tutte le attività illecite di Don Vincenzo. Il piano riesce e i due frati vengono riaccolti al convento come eroi.

## Andar per fantasmi
In un vicino convento di suore appare un fantasma che spaventa le monache, le quali chiamano Fra Martino e Fra Giacomo per far luce sulla situazione. I frati scoprono che il fantasma è solo una finzione del giardiniere sardo Gavino, che si era accordato con la proprietaria di una Beauty Farm, la quale spera che, vedendo lo spettro, la badessa venda il monastero a poco prezzo. I frati mettono su una scena nella quale Fra Giacomo si finge il fantasma per spaventare con il suo stesso scherzo la donna. Alla fine, quest'ultima, vedendo il frate travestito da spettro, si spaventa e cessano le sue pretese sulla vendita del convento.

## Io confesso
Dopo una partita di calcio tra i frati del convento e i detenuti di un vicino carcere, uno dei detenuti, Pericle, confessa a Fra Martino di essere colpevole di un crimine per il quale è stato accusato un altro detenuto. Poco tempo dopo l'altro detenuto, Jacopo Sannazaro, dichiara ai frati la sua innocenza e dice loro che avrebbe bisogno solo di 24 ore di libertà per trovare la prova della sua innocenza. In occasione di un'altra partita di calcio, Fra Martino si scambia con Sannazaro che può uscire dal carcere. Poco dopo arriva un'altra confessione del carcerato Pericle: la storia dell'innocenza di Sannazaro era stata tutta un'invenzione per permettere a quest'ultimo di avere il tempo di vendicarsi del giudice che lo aveva condannato. I frati allora si affrettano a raggiungere il giudice e riescono fortunatamente a salvarlo da Sannazaro, che viene arrestato dalla polizia.

## Il demone del gioco
Al convento da alcuni giorni iniziano a sparire tutti i soldi dedicati alla comunità: Fra Martino e Fra Giacomo iniziano a cercarne la causa. I due scoprono che Fra Luigi, l'economo, si è dato al gioco d'azzardo, sperperando tutto il denaro del convento. Luigi ha accumulato un debito con Tony, uno strozzino in una bisca clandestina, che dà al gruppo 48 ore di tempo per ritrovare il denaro. Fra Giacomo, per far passare il vizio del gioco a Fra Luigi, finge di scommettere alla roulette il contratto di tutto il convento e di perderlo. La trovata funziona perché Luigi, spaventato, promette di non giocare mai più d'azzardo. Torna lo strozzino a richiedere il risarcimento del debito: Fra Giacomo lo sfida a una partita a poker, che vince, cancellando il debito.